# Platja de Gavà
La platja de Gavà és una platja urbana del municipi de Gavà (Baix Llobregat) situada darrere del barri marítim de Gavà Mar. És coneguda com la platja de la Pineda, nom que li ve del frondós bosc de pins que s'estén des de l'autovia de Castelldefels fins al marge mateix de la sorra. Limita a llevant amb la platja de l'Estany, a l'alçada del carrer Llançà, i a ponent amb la riera dels Canyars, que la separa de la platja de les Marines. Orientada al sud-sud-est, té una longitud de 2.700 metres i una amplada mitjana de 61 metres, formada per sorra de gra mig, amb un pendent d'entrada a l'aigua moderat. Està flanquejada per una passeig marítim de 2 quilòmetres de longitud, respectuós amb el sistema dunar i amb les pinedes, que va guanyar el premi FAD d'arquitectura exterior l'any 1995. Disposa d'aparcament, bars i restaurants, salvament i socorrisme, diverses zones de joc per a nens i una biblioplatja, així com nombroses rampes d'accés a l'aigua i servei de cadires amfíbies per a persones amb mobilitat reduïda. A l'alçada de l'avinguda del Mar hi ha el monument escultòric 'La Vela', d'Antonio Roselló.
En aquest espai es va executar el primer projecte de recuperació dels sistemes dunars de l'àrea metropolitana de Barcelona. Va ser reconeguda amb el distintiu 'Compromís per la sostenibilitat Biosphere', el març del 2018, per la Diputació i la Cambra de Barcelona, amb l'objectiu de fomentar i reconèixer les bones pràctiques en gestió sostenible del turisme.
Està guardonada amb la Bandera Blava, que reconeix internacionalment la qualitat de l'aigua i serveis. L'Agència Catalana de l'Aigua efectua un control quinzenal de la qualitat de l'aigua, durant la temporada de bany, amb el resultat d'excel·lent.
Compta amb un espai per accedir-hi amb gossos, d'uns 1.000 metres quadrats, entre els carrers Vandellós i Tamarit, des de les 8:30 a les 20:30, des del 31 de maig al 24 de setembre.